# Burghard von Schorlemer-Alst

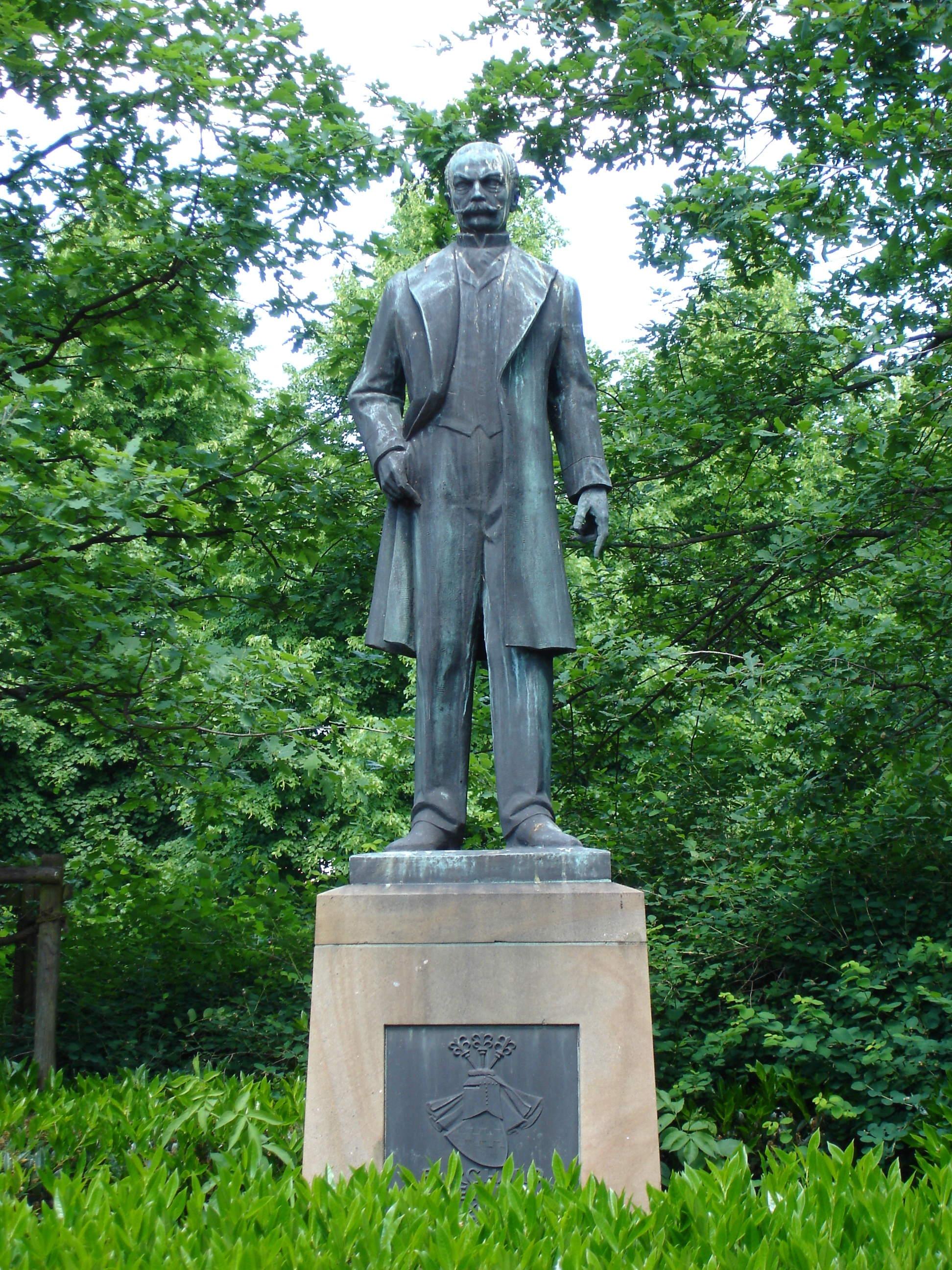
Burghard von Schorlemer-Alst szobra Münsterben

Báró Burghard von Schorlemer-Alst (Herrengshausen várkastély, (Lippstadt mellett), 1825. október 21. – Horstmar, 1895. március 17.) német politikus.

## Életútja
Húszéves korában katonai szolgálatba lépett, melytől tizenkét év múlva mint főhadnagy vált meg, hogy azontúl minden idejét alsti jószágára fordítsa. 1863-ban tagja lett az országos gazdasági egyesületnek, majd megalapította a vesztfáliai parasztegyletet, majd kiváló érdemeinek elismeréséül a birodalmi tanács tagjává nevezték ki. Egyidejűleg nagy politikai tevékenységet fejtett ki a klerikális centrumpárt érdekében, aminek folytán a pápa titkos kamarássá nevezte ki. 1870-től a képviselőháznak, 1875-től a birodalmi gyűlésnek volt buzgó tagja. De 1885-ben kilépett a birodalmi gyűlésből, minthogy párthíveinek magatartását agrár kérdésekben nem helyeselte. 1889-ben ugyan ismét tagja lett a birodalmi gyűlésnek, de Windthorsttal való meghasonlása folytán 1891-ben végképp visszavonult a nyilvános élettől. Beszédei összegyűjtve Osnabrückben jelentek meg 1872-1879-ben.